# Thomasine Lie

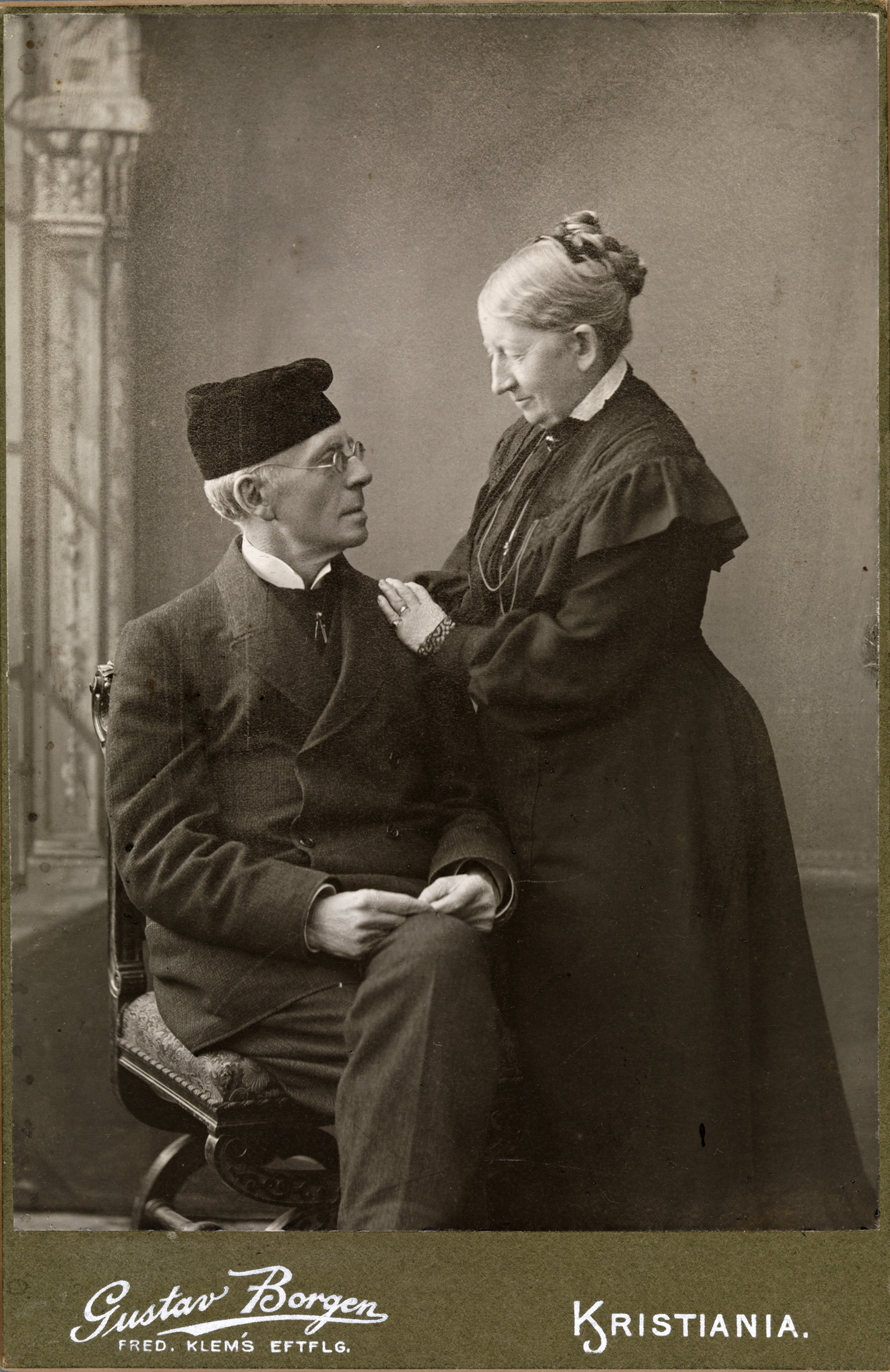
Jonas en Thomasine Lie, door Gustav Borgen

Thomasine Lie (Grue, 26 december 1833 – Stavern, 6 oktober 1907) werd als Thomasine Henriette Lie geboren binnen het gezin van Michael Strøm Lie en Ingeborg Birgitte Røring Møinichen. Ze huwde na een verloving van zeven jaar  op 26 mei 1860 met haar neef de schrijver Jonas Lie. Het echtpaar kreeg vijf kinderen, van wie er twee op zeer jeugdige leeftijd overleden. 
Zij was van grote invloed op de output van de schrijver en hielp hem door zijn moeilijke beginperiode heen, toen het stel in armoede leefde. Zij bleef een inspiratiebron voor hem, maar ze was ook zijn zakelijk manager. Bovendien schiep ze de juiste omgeving voor hem waarin hij kon schrijven en corrigeerde zijn werk voordat het naar de uitgever gezonden werd. Jonas vond haar eigenlijk medeschrijver van zijn boeken.
Ze groeide op in Kongsvinger, alwaar haar jongere zuster de pianiste Erika Lie werd geboren. Thomasine was muzikaal en kreeg lessen van haar zus, maar zou uiteindelijk niet de muziek in gaan. Ze is voorts een nicht van Erik Røring Møinichen, broer van Ingeborg Birgitte. Ze is de tante van de schilder Jonas Lie.